# W. Grant McMurray
W. Grant McMurray (Toronto, 12 de julio de 1947) fue el profeta-presidente de la Comunidad de Cristo desde 1996 hasta 2004. Fue el primer no descendiente de Joseph Smith en dirigir la iglesia, y bajo su administración, la Iglesia Reorganizada de Jesucristo de los Santos de los Últimos Días (Iglesia RLDS) cambió su nombre a Comunidad de Cristo.

## Trayectoria
Nació en Toronto, Ontario, Canadá, de padres que eran miembros de la Iglesia RLDS. Vivió en Toronto hasta su adolescencia, cuando su familia se trasladó a Independence, Misuri, donde su madre aceptó un empleo en la sede de la Iglesia RLDS. [Asistió al Graceland College y a la Escuela de Teología de San Pablo en Kansas City, Misuri, donde obtuvo una maestría en teología, lo que convirtió a McMurray en el primer presidente de la Iglesia RLDS formado en un seminario.
En 1973, McMurray comenzó a trabajar en el departamento histórico de la Iglesia SUD, En 1982, se convirtió en el Secretario de la Iglesia Mundial, y en 1992, se convirtió en un miembro de la Primera Presidencia como consejero del presidente de la iglesia Wallace B. Smith, En 1995, Smith anunció su retiro y nombró a McMurray como su sucesor; fue la primera vez que un no descendiente del fundador de la iglesia Joseph Smith había sido nombrado para dirigir la iglesia.

## Presidencia y legado de McMurray
McMurray se convirtió en el presidente de la iglesia en 1996. En 1997, McMurray hizo un llamamiento a lo que era la Iglesia RLDS para que se transformara articulando una teología de la paz centrada en Cristo. En 2001, la iglesia cambió su nombre por el de Comunidad de Cristo,evocando el nombre original de la iglesia "Iglesia de Cristo",[6] afirmando la centralidad de Cristo para la iglesia, y conmemorando la larga tradición del movimiento de los Santos de los Últimos Días de construir "comunidades sionistas".
McMurray presidió la primera ordenación de una mujer al cargo de apóstol en el Consejo de los Doce[4]. También condujo a la Comunidad de Cristo a una relación fraternal (pero no doctrinal) más estrecha con La Iglesia de Jesucristo de los Santos de los Últimos Días, construyendo tanto relaciones amistosas como esfuerzos históricos de colaboración.

## Dimisión de McMurray
El 29 de noviembre de 2004, McMurray dimitió como presidente de la iglesia. La carta de dimisión de McMurray decía: "Sin embargo, a lo largo del camino he tomado algunas decisiones inapropiadas, y las circunstancias de mi vida son ahora tales que no puedo continuar dirigiendo la iglesia de forma efectiva. Lamento profundamente las dificultades que esto causa a la iglesia que amo" La carta también afirmaba que recientemente se le había diagnosticado la enfermedad de Parkinson en fase inicial, pero que su salud no era un factor que motivara su dimisión.
Cuando se le entrevistó más tarde en relación con su carta de dimisión, McMurray declaró: "Más allá de eso, es un asunto totalmente personal y familiar y la carta dice lo que sentía que tenía que decir".
Un consejo conjunto de líderes de la iglesia dirigido por el Consejo de los Doce Apóstoles anunció en marzo de 2005 el nombre de Stephen M. Veazey como profeta-presidente designado. Veazey había estado sirviendo como presidente del Consejo de los Doce. Los delegados elegidos en una Conferencia Mundial especial de la iglesia aprobaron a Veazey y éste fue ordenado a la presidencia el 3 de junio de 2005.